# 唐崎クラウン
唐崎クラウン（からさきクラウン）は、1947年から国民野球連盟に参入した日本のプロ野球球団。唐崎クラウンズ（からさきクラウンズ）と表記されることもあった。

## 球団の歴史
1947年、国民野球連盟の発足に伴って唐崎産業のノンプロチームをプロ化して興行試合を開始。チーム名は社業であるサイダーの銘柄「クラウン・サイダー」から「クラウン」と名づけられた。監督には元阪急の笠松実が監督兼投手として迎えられた。翌年、リーグ解散とともにチームも解散した。

## チーム成績・記録
- 1947年夏季リーグ 7勝23敗 勝率.233 4位／4チーム
- 1947年秋季リーグ 4勝17敗 勝率.190 4位／4チーム

## スポンサー
- 唐崎産業 - 清涼飲料水製造

## 所属選手・監督
- 笠松実（阪急軍） - 監督兼投手。背番号30。1950年に広島カープでプロ復帰している。
- 釣常雄（元タイガース→（応召）→唐崎産業） - 投手。背番号15。
- 薮本繁 - 投手。背番号16。夏季リーグ戦の開幕投手を務めた。
- 井畑啓介 - 投手。秋季リーグより合流。1949年松竹ロビンスに入団。
- 間三治郎 - 捕手。背番号2。同志社大学出身。
- 矢頭猛 - 捕手。背番号3。
- 中村金治（南海軍） - 内野手。背番号5。
- 前田諭治（朝日軍） - 内野手。背番号6。
- 平古場正晴 - 内野手（遊撃手）。背番号7。浪華商業学校出身。平古場昭二の兄。1997年-2000年に関西六大学野球連盟理事長を務めた[1]。
- 伊前健一 - 内野手。背番号8。浪華商業学校出身。
- 木田紀昭 - 外野手。背番号9。日新商業学校出身。
- 桶川隆（グレートリング） - 内野手。背番号10。
- 杉山利三 - 外野手。背番号11。同志社大学出身。1937年に名古屋軍・1942年に南海軍に在籍。岡本利三名義でもプレイしている。
- 木村勉（南海軍→（応召）→グレートリング） - 外野手、投手。背番号12。1948年大陽ロビンスに入団、1952年に大洋ホエールズ、翌1953年に広島カープ、更に1954年に近鉄パールスに移籍。
- 羽川英夫 - 外野手。背番号14。
- 井上琢磨 - 外野手、投手。背番号17。